# Borísovski (Krasnodar)
Borísovski (del ruso: Борисовский) es un jútor del raión de Krymsk del krai de Krasnodar, en Rusia. Está situado cerca de la orilla derecha del Kudako, que lo es del Adagum, de la cuenca del Kubán, 15 km al noroeste de Krymsk y 86 km al oeste de Krasnodar. Tenía 14 habitantes en 2010
Pertenece al municipio Kíyevskoye.